# Maison du Pilier-Rouge
La maison du Pilier-Rouge est un monument situé dans la commune française du Mans dans le département de la Sarthe et la région Pays de la Loire.

## Historique
Une colonne peinte en rouge de la 1ère moitié du XVIe siècle soutient l'angle de la maison. À l'origine distinctes et d'époques différentes, la maison ou groupe de maisons sont construites en pans de bois.

La colonne d'angle dite Pilier Rouge est classée au titre des monuments historiques par arrêté du 29 septembre 1928. La maison, y compris les vestiges du pignon de la maison disparue, ainsi que les sols de la cour, sont inscrits au titre des monuments historiques par arrêté du 12 octobre 1994.

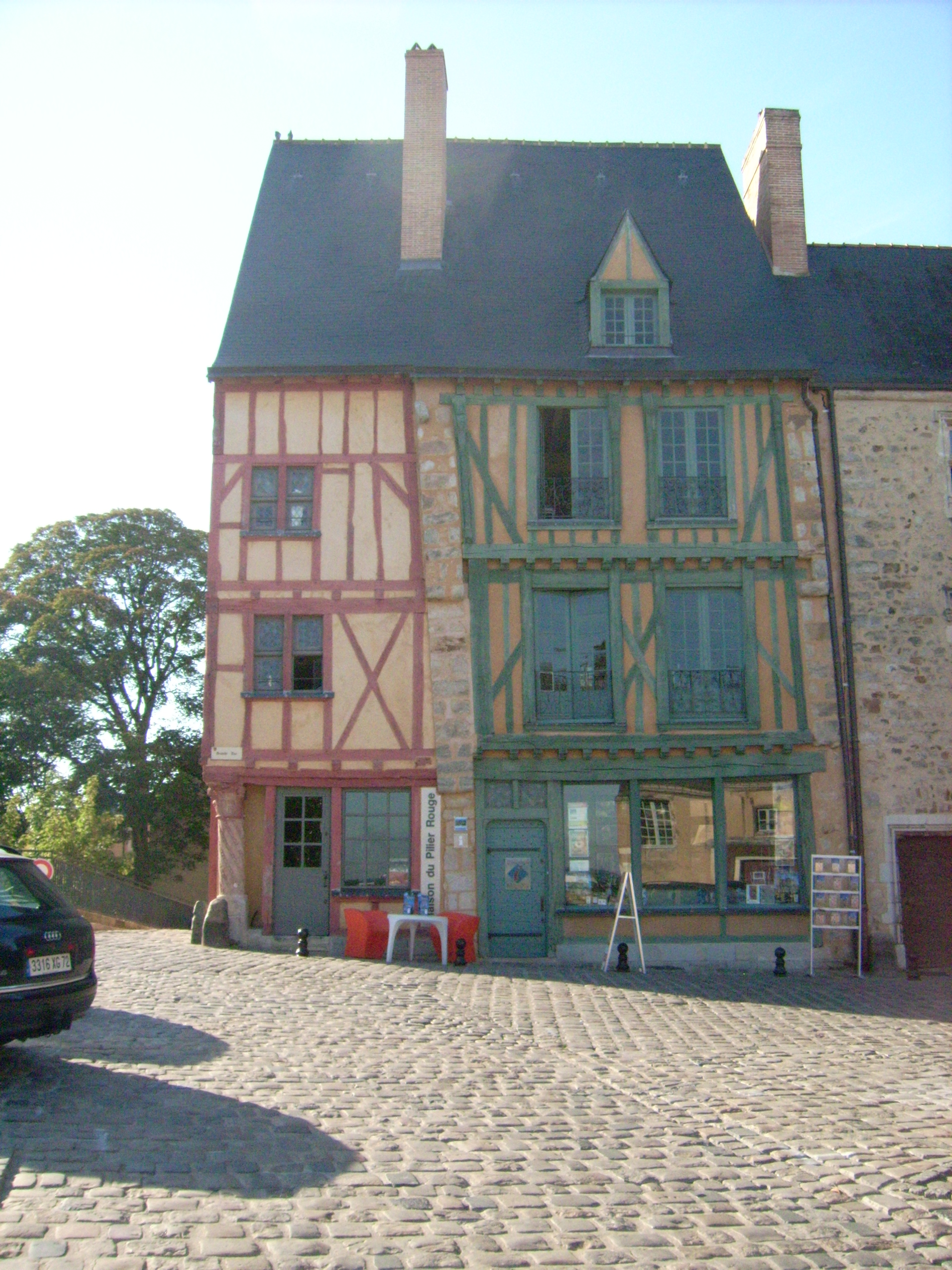
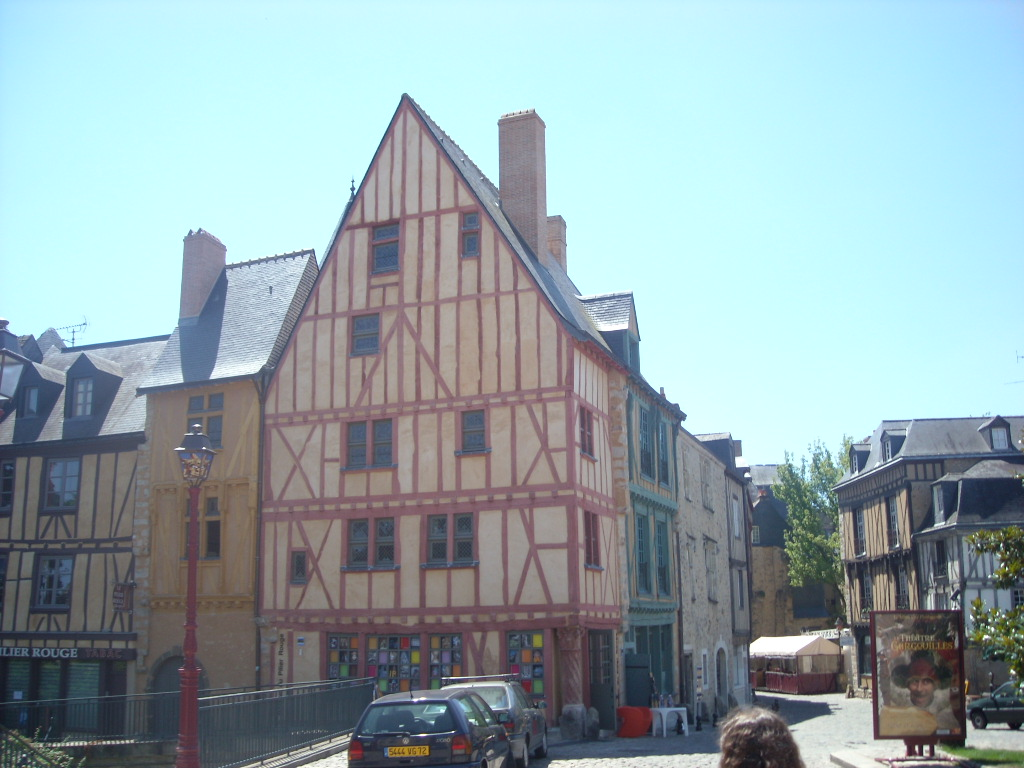
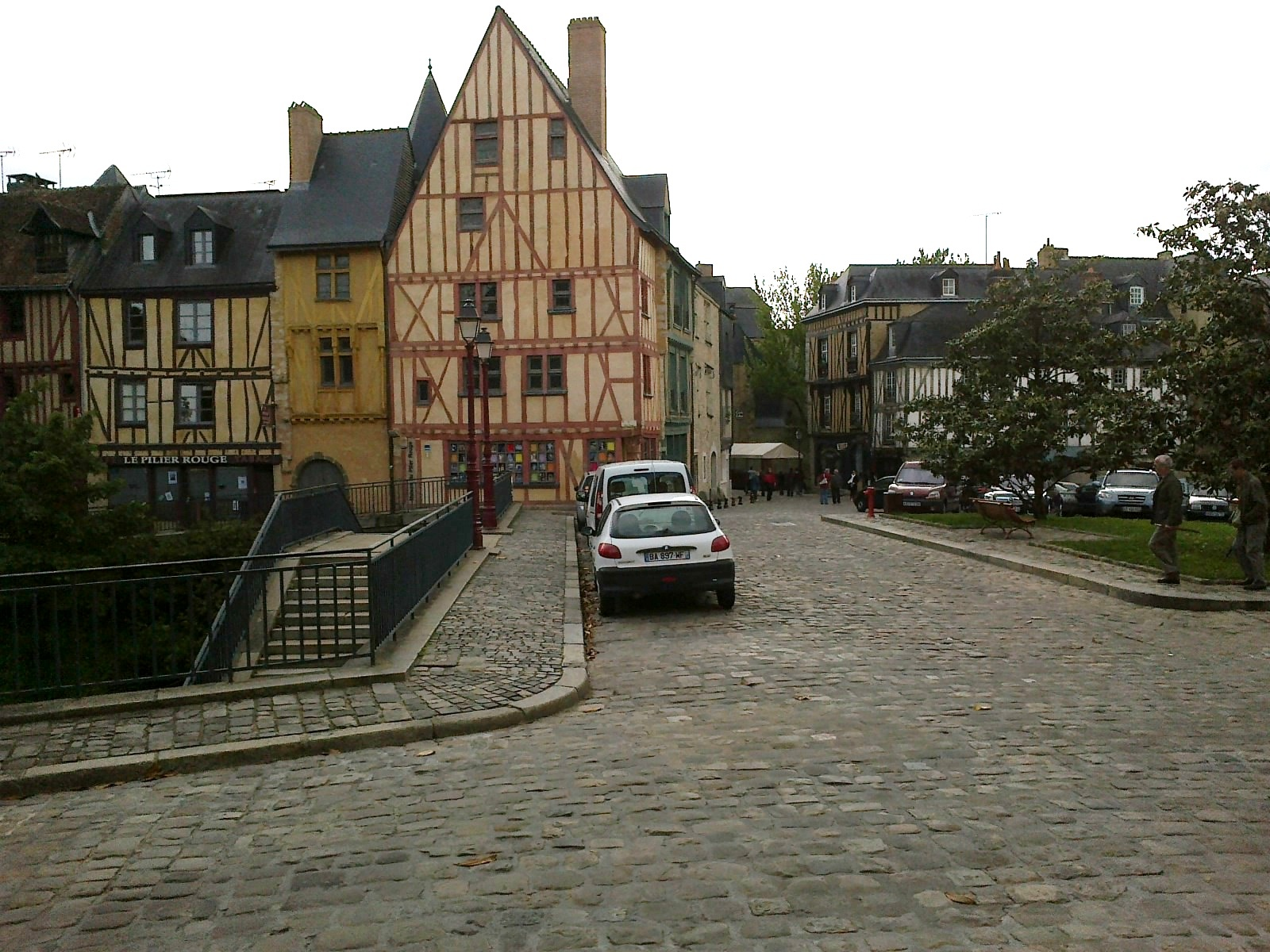